# 普羅夫迪夫羅馬競技場

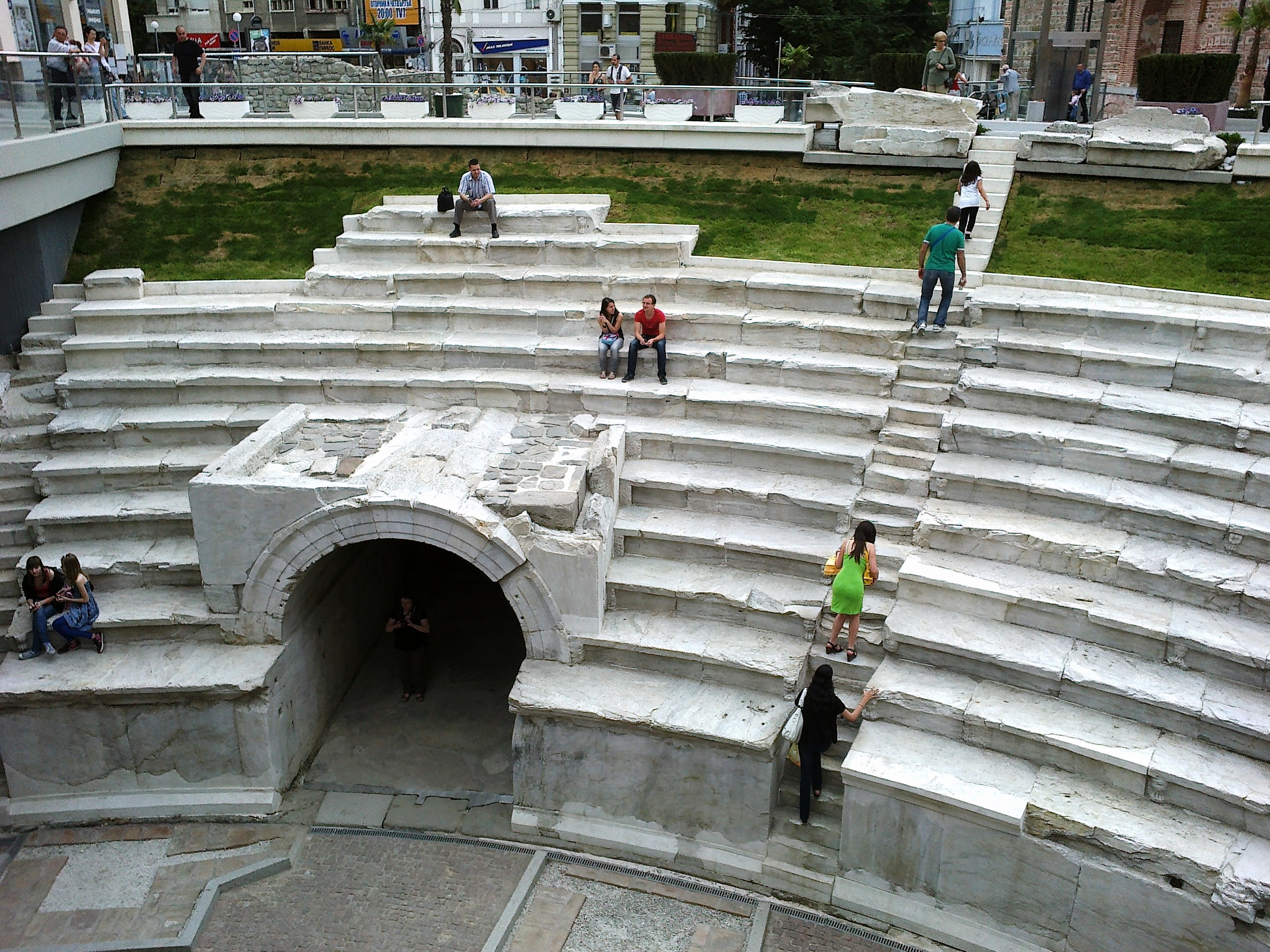
普羅夫迪夫羅馬競技場

普羅夫迪夫羅馬競技場是保加利亞城市普羅夫迪夫的一座古羅馬建築，也是巴爾幹半島上同一時期規模最大的古羅馬建築。普羅夫迪夫羅馬競技場長約240米（790英尺），寬約50米，可以容納超過3萬人。現在普羅夫迪夫羅馬競技場是普羅夫迪夫最著名的地標之一。